# 金橋村
金橋村（かなはしむら）はかつて奈良県にあった村。現在の橿原市西部、金橋駅および坊城駅周辺にあたる。

## 歴史
- 1889年（明治22年）4月1日 - 町村制施行により高市郡曲川村、忌部村、雲梯村、東坊城村、古川村、新堂村が合併し、金橋村が発足。「金橋」という名は安閑天皇の都「勾金橋宮」に由来する。
- 1956年（昭和31年）7月3日 - 橿原市へ編入合併され消滅。

## 交通

### 鉄道路線
- 日本国有鉄道
  - 桜井線
    - 金橋駅

- 近畿日本鉄道
  - 南大阪線
    - 坊城駅